# Katharinenkirche (Gerstungen)

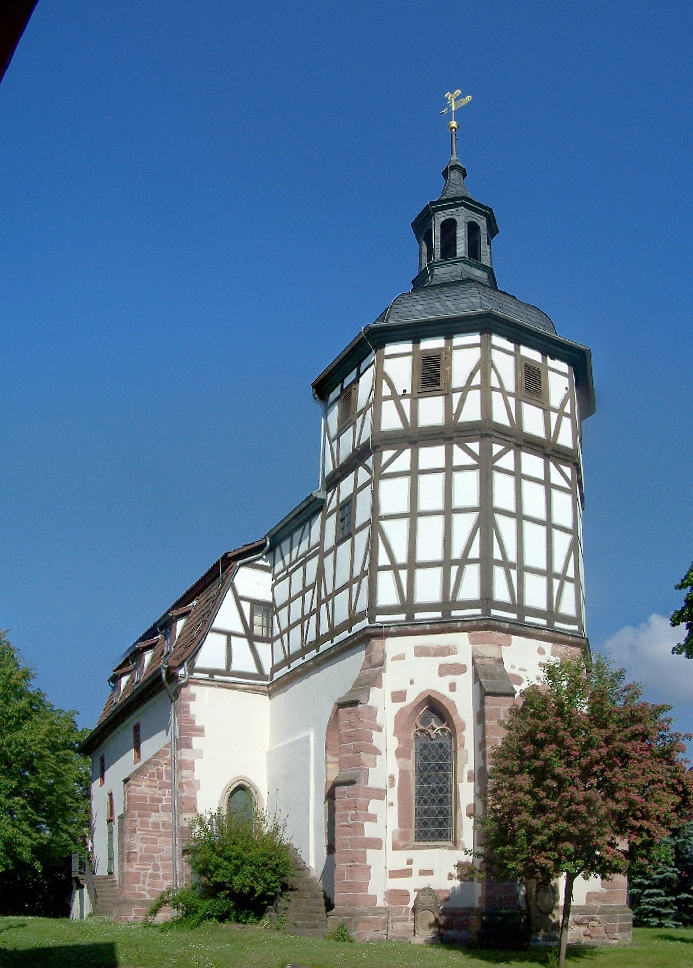
Ostansicht

Die Katharinenkirche ist das Gotteshaus der Evangelischen Kirchgemeinde in Gerstungen im Wartburgkreis in Thüringen. Sie steht auf dem Hochufer der Werra unmittelbar neben der ehemaligen Wasserburg, dem heutigen Gerstunger Schloss. Das architektonische Ensemble bildet ein Wahrzeichen der westthüringischen Gemeinde.

## Geschichte

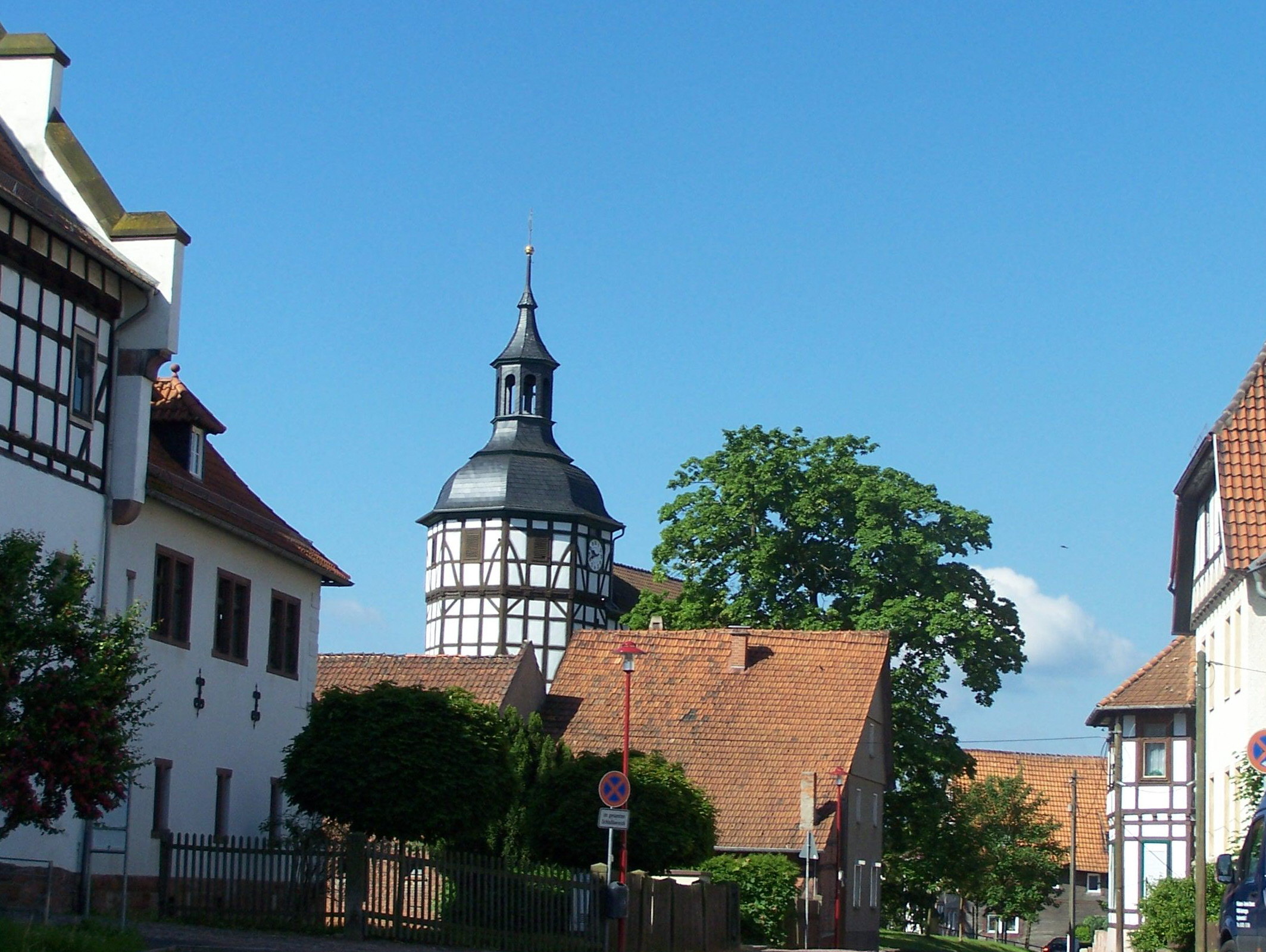
Blick vom Schloss zur Gerstunger Kirche

### Burgkirche
Die stattliche turmbewehrte Wasserburg in Gerstungen diente den Amtsverwaltern in Gerstungen als Wohnsitz, am Rande dieser weiträumigen Anlage befand sich die Burgkapelle, ein ursprünglich romanisches Bauwerk über dessen Größe und Aussehen jedoch keine Überlieferungen erhalten blieben. In ihr fanden die ortsansässigen Adelsfamilien ihren Begräbnisplatz, was noch durch eine Reihe repräsentativer Grabsteine belegt wird.

### Neubau von 1588

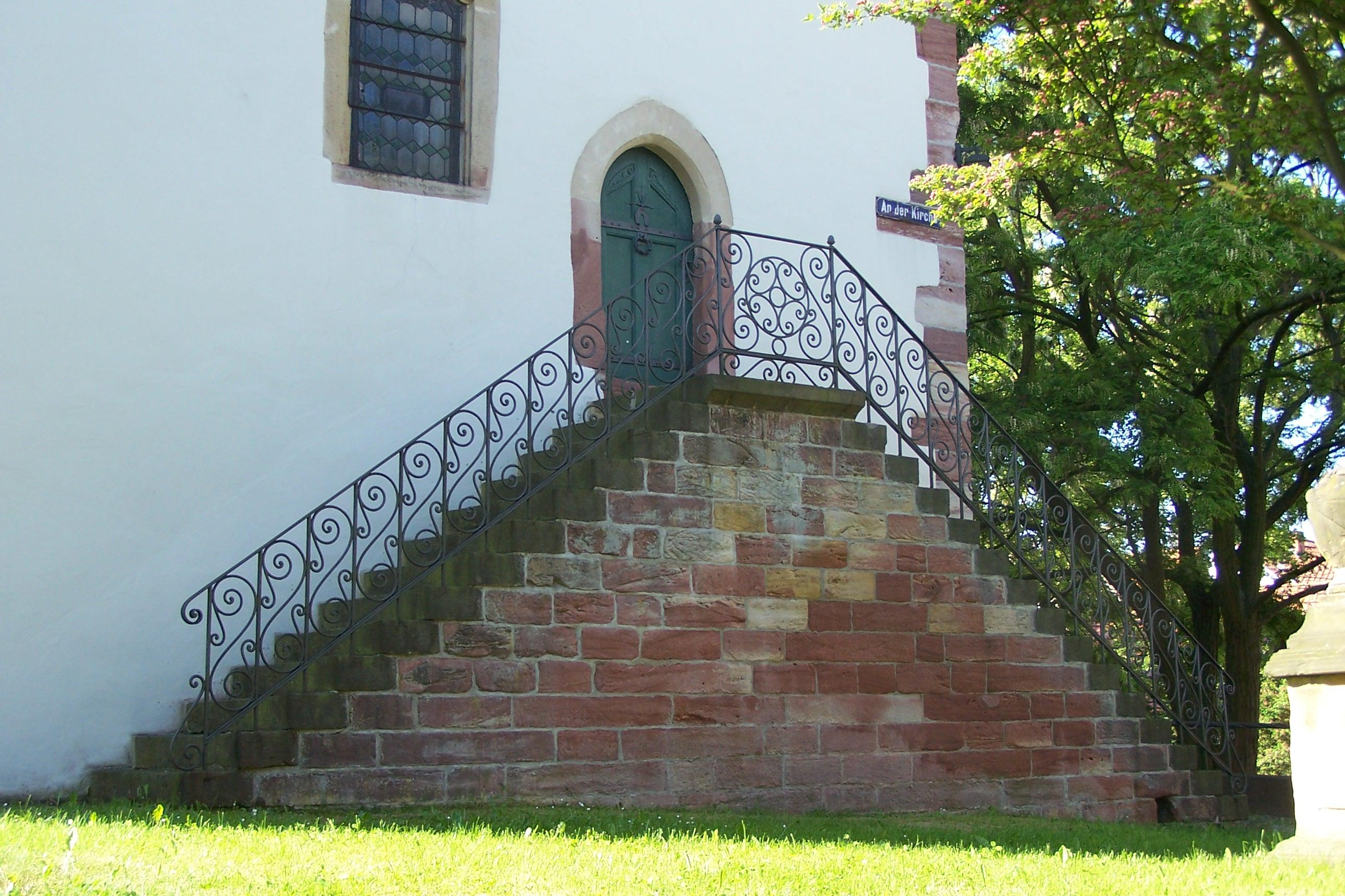
Die nördliche Freitreppe

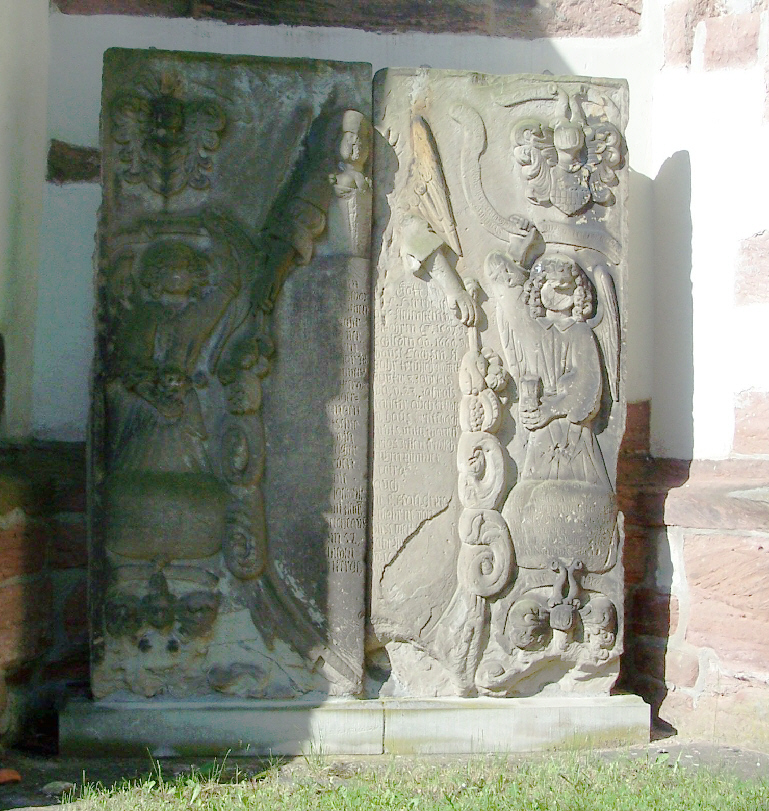
Barocker Grabstein am Chor

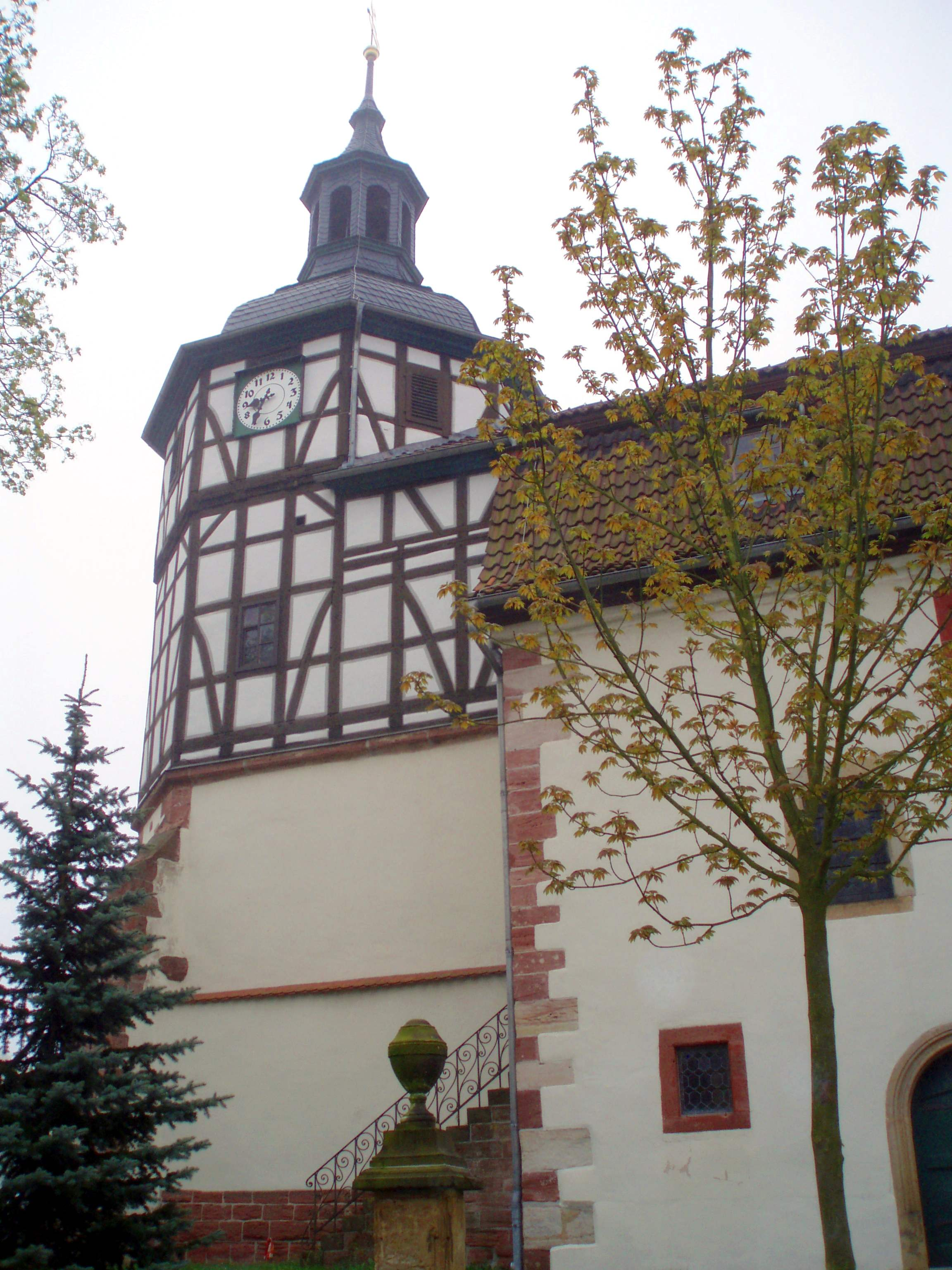
Details am Turm

Erste belegbare Reparaturarbeiten erfolgten 1588, sie wurden durch einen Großbrand verursacht, und machten die gänzliche Neuerrichtung des Kirchenschiffes erforderlich. Das hierzu erforderliche Geld wurde auch durch Spenden der Nachbargemeinden zusammengebracht.
Der Neubau des Kirchenschiffes erfolgte als Hallenkirche, die Proportionen des Baukörpers wurden im Verhältnis von 5:4 gewählt. Die Mauern erhielten nur kleine Seitenfenster, da im Inneren der Raumeindruck durch die Maßwerkfenster des Chores bestimmt werden sollte.
Entsprechend ihrem sozialen Rang fand die Gerstunger Gemeinde auf Emporen – heute sind es drei – und im Kirchenschiff Platz, der Adel erhielt als Aufstieg in seine Emporen zwei repräsentative seitliche Freitreppen außen vor das Kirchenschiff gesetzt.
Im Chorraum befinden sich neben dem Taufstein die steinerne Predigtkanzel und eine 1708 aufgebaute, prachtvoll verzierte barocke Lesekanzel.
Entlang den Mauern der Kirche fanden die bereits erwähnten Grabsteine Aufstellung, es handelt sich dabei in der Mehrzahl um Vertreter der Familien von Boyneburg und von Witzleben.
Auch eine Verwandte des Magdeburger Ratsherren Otto von Guericke, Catarina Guericke, verstarb hier im Jahr 1607. Als schönstes Bildwerk wird der Stein der 1588 verstorbenen Amtsschösserin Emilia Leonhardt gepriesen.

### Der Umbau von 1753
Der Eisenacher Herzog Ernst August II. hatte den Hofarchitekten Gottfried Heinrich Krohne mit der Planung eines Schlosses in Gerstungen beauftragt und bestimmte dazu den Platz der inzwischen baufälligen Wasserburg. In diesem Zusammenhang wurden erforderliche Reparaturarbeiten an der Katharinenkirche genutzt, um die Kirche als Hofkirche aufzuwerten. Hierbei wurden der Fachwerkaufsatz des Turmes und die dritte Emporenreihe eingebaut, der erneuerte Dachstuhl wurde als Mansarddach ausgeführt.
Verbunden mit der Neugestaltung des Innenraumes wurde eine Empore für den Adjuvanten eingebaut.
Die letzte große Baumaßnahme war 1994 die Freilegung des Fachwerkes am Kirchturm.

## Ausstattung und Zubehör
Neben den bereits erwähnten Kanzeln und dem Taufstein besitzt die Gerstunger Kirche ein um 1930 erworbenes Kruzifix. Die Orgel aus dem Jahre 1860 und von den Gebrüdern Peternell aus Floh-Seligenthal, wurde 1938 durch eine Orgel von Wiegand Helfenbein ersetzt. Die Helfenbein-Orgel hat 20 Register auf zwei Manualen und Pedal. Die Glocken mussten während des Ersten Weltkrieges abgeliefert werden; die Gemeinde erhielt dafür 1922 drei Ersatzglocken, diese tragen die Aufschrift „Glaube“, „Liebe“ und „Hoffnung“ (1 Kor 13,13 ). Von Schlossermeister Fritz Ahnemüller wurde 1966 die Wetterfahne erneuert, sie thront über dem vom Klempnermeister Ziehn im Jahre 1937 gefertigten Turmknopf, der 1966 und 1994 mit zeitgeschichtlichen Dokumenten versehen wurde.